# 炮弹树属
炮弹树属（学名：Couroupita）为玉蕊科的一个属。

## 下属物种
本属包括以下物种：
- 砲彈樹 Couroupita guianensis Aubl.
- 尼加拉瓜炮弹树 Couroupita nicaraguarensis DC.
- Couroupita subsessilis Pilg.